# Lestes tricolor
Lestes tricolor là loài chuồn chuồn trong họ Lestidae. Loài này được Erichson mô tả khoa học đầu tiên năm 1848.